# 不愉快的基因
《不愉快的基因》是日本富士電視台於2005年冬季推出的電視連續劇，主要講述了女生物學家蒼井仁子的愛情故事。該劇由竹內結子主演，共11集。平均收視率為14.19%。

## 主要角色
- 蒼井仁子（竹內結子 飾）23歲

專長是瓢蟲行為研究，富正義感，十分關心生態環境的保護。在英國留學時與指導教授南原孝史相戀，後因其外遇分手。回到母校鵯越大學攻讀博士時，再度與到校擔任客座教授的南原相遇。
- 南原孝史（內野聖陽 飾）35歲

生物學家，因獲得國際大獎而聞名日本。喜歡到處捻花惹草，並把這個壞習慣歸咎為基因的錯誤，但終究最關心的還是他膩稱為「人子」的蒼井。
- 白石健一（黃川田將也 飾）

鵯越大學附屬小學的代課老師，個性溫和、心地善良，仁子因而深深為他吸引。
- 阿部啟太（岡田義德 飾）

仁子的研究所同學，曾經很喜歡仁子。
- 柳川美幸（山田優 飾）

仁子的研究所美女學妹，主要研究的對象是滑不溜丟的嶸螈。
- 神宮寺潤（小林聰美 飾）

鵯越大學的數學教授，夫婦二人和南原是大學同學，時常傾聽南原感情上的困擾。
- 勝田集人（小田切讓 飾）

反對海岸開發案，並率領附近漁民以社運方式抵抗政治財團對環境的破壞。

## 主題曲
- 主題曲：YUI 『feel my soul』
- 插入歌：Sarah Vaughan 『A Lover's Concerto』

## 播放日期、副題及收視率
| 集數       | 播放日期      | 副題                         | 收視率 |
| ---------- | ------------- | ---------------------------- | ------ |
| 1          | 2005年1月17日 | 仁子、恋に迷う!              | 18.2%  |
| 2          | 2005年1月24日 | 美しいオスと新しい恋         | 15.7%  |
| 3          | 2005年1月31日 | キス!恋愛vs慈愛              | 13.5%  |
| 4          | 2005年2月7日  | 飛べ!恋のモモンガ            | 13.7%  |
| 5          | 2005年2月14日 | 冬眠ハートに、春一番         | 14.2%  |
| 6          | 2005年2月21日 | 恋のアリジゴクとフケた王子様 | 14.4%  |
| 7          | 2005年2月28日 | 恋の主役と…第三の男          | 12.7%  |
| 8          | 2005年3月7日  | キケンなオス                 | 15.6%  |
| 9          | 2005年3月14日 | 微妙な四角形                 | 12.0%  |
| 10         | 2005年3月21日 | プロポーズ!                  | 12.8%  |
| 大結局     | 2005年3月28日 | 2007年、ロンドン             | 13.3%  |
| 平均收視率 | 平均收視率    | 平均收視率                   | 14.19% |

## 作品的變遷
| 富士電視台 月曜9時                     | 富士電視台 月曜9時                     | 富士電視台 月曜9時 |
| -------------------------------------- | -------------------------------------- | ------------------ |
|                                        | 不愉快的基因 （2005.1.17 - 2005.3.28） |                    |
| 愛在聖誕節 （2004.10.11 - 2004.12.20） | 急速引擎 （2005.4.18 - 2005.6.27）     |                    |